# Маккензи, Томас
Сэр Томас Ноубл Маккензи (англ. Thomas Noble Mackenzie), кавалер Ордена Святого Михаила и Святого Георгия (10 марта 1854 — 14 февраля 1930) — новозеландский политик шотландского происхождения. 18-й премьер-министр Новой Зеландии (1912), а затем Верховный Комиссар Новой Зеландии в Лондоне.

## Ранние годы
Маккензи родился в Эдинбурге. Его семья эмигрировала в Новую Зеландию в 1858 году, когда ему было четыре года. Прошёл обучение в школе Грин-Айленд и школе Стоун в Данидине. Пробовал заниматься геодезией, сельским хозяйством и коммерцией.

## Член парламента
В 1887 году Маккензи был избран в парламент от округа Клута. В 1896 году он оставил парламент и на три года отправился в Великобританию для оценки британского рынка для новозеландских товаров. По возвращении обратно успешно избирался в парламент от округов: Уаихемо (1900—1902), Уаикоуаити (1902—1908), Таиери (1908—1911) и Эгмонт (1911—1912; на Северном острове), ни разу не проиграв на выборах.

## Исследователь
Маккензи также был видным исследователем. Он участвовал в экспедициях в лес Таутуки (1883), в неизученную местность между Милфорд-Саунд и озером Те-Анау (1888, открыл водопады Сатерленд), и горы Маттерхорн (1888, открыл протоку между озером Манапоури и рукавом реки Холл). Он стал первым исследователем, пересекшим и нанёсшим на карту сухопутным маршрут в Даски-Саунд (1894—1896). В 1907 году он прошёл между озёрами Те-Анау и Уакатипу.

## Министр и премьер-министр
В январе 1909 года он был назначен министром промышленности и коммерции, туристических и лечебных заведений, охраны природы и главой государственного лесного департамента в правительстве сэра Джозефа Уорда. В мае он стал также министром сельского хозяйства. За тем с успехом занимал посты министра таможен, министра образования и руководителя почты. В марте 1912 года он сменил Уорда на посту премьера, а также стал министром земель. Однако в июле 1912 года его правительству был вынесен вотум недоверия, и он был назначен Верховным комиссаром в Лондон. Он занимал этот пост до 1920 года и представлял Новую Зеландию на мирных переговорах с Австрией, Болгарией и Турцией в 1919 году, а также входил в комиссию по Дарданеллам. В 1921 году он был назначен членом Законодательного совета Новой Зеландии от района Отаго.

## Поздние годы
В 1916 году он был награждён степенью Рыцара-Командора ордена Святого Михаила и Святого Георгия (KCMG), а в 1920 году произведён в степень Рыцаря Большого Креста (GCMG).
Его сын Клута Маккензи ослеп после ранения при Галлиполи и много сделал для слепых.
- Obituary, The Times, 15 февраля 1930.